# Werton
Werton de Almeida Rêgo (sinh ngày 16 tháng 9 năm 2003), hoặc đơn giản hơn là Werton, là một cầu thủ bóng đá người Brasil hiện tại đang thi đấu ở vị trí tiền đạo cho câu lạc bộ Flamengo tại Campeonato Brasileiro Série A.

## Sự nghiệp thi đấu

### Clube de Regatas do Flamengo
Sinh ra tại Benjamin Constant, Amazonas, Werton gia nhập đội trẻ của câu lạc bộ Flamengo vào năm 2013, ở tuổi 9. Vào ngày 22 tháng 12 năm 2020, anh ký bản hợp đồng chuyên nghiệp đầu tiên với câu lạc bộ sau khi đồng ý một thỏa thuận cho đến năm 2023.
Werton ra mắt đội 1 tại Campeonato Brasileiro Série A vào ngày 2 tháng 7 năm 2021, khi vào sân thay cho Bruno Henrique trong chiến thắng 2–0 trước Cuiabá trên sân khách.

## Thống kê sự nghiệp
Tính đến 4 tháng 11 năm 2021
| Câu lạc bộ          | Mùa giải            | Giải đấu                      | Giải đấu | Giải đấu | State League | State League | Cúp  | Cúp | Châu lục | Châu lục | Khác | Khác | Tổng cộng | Tổng cộng |
| Câu lạc bộ          | Mùa giải            | Hạng                          | Trận     | Bàn      | Trận         | Bàn          | Trận | Bàn | Trận     | Bàn      | Trận | Bàn  | Trận      | Bàn       |
| ------------------- | ------------------- | ----------------------------- | -------- | -------- | ------------ | ------------ | ---- | --- | -------- | -------- | ---- | ---- | --------- | --------- |
| Flamengo            | 2021                | Campeonato Brasileiro Série A | 1        | 0        | 0            | 0            | 0    | 0   | 0        | 0        | —    | —    | 1         | 0         |
| Tổng cộng sự nghiệp | Tổng cộng sự nghiệp | Tổng cộng sự nghiệp           | 1        | 0        | 0            | 0            | 0    | 0   | 0        | 0        | 0    | 0    | 1         | 0         |